# Chenières
Chenières is een gemeente in het Franse departement Meurthe-et-Moselle (regio Grand Est) en telt 531 inwoners (1999).
De gemeente maakt deel uit van het arrondissement Briey en, tot de gemeente in het begin van 2015 werd toegevoegd aan het kanton Longwy, maakte het deel uit van het Kanton Mont-Saint-Martin.

## Geografie
De oppervlakte van Chenières bedraagt 8,5 km², de bevolkingsdichtheid is 62,5 inwoners per km².
De onderstaande kaart toont de ligging van Chenières met de belangrijkste infrastructuur en aangrenzende gemeenten.

## Demografie
Onderstaande figuur toont het verloop van het inwonertal (bron: INSEE-tellingen).